# クラフツ
クラフツ（英語：Crufts）とは、イギリスで毎年開催される国際的な犬のイベントである。犬種標準に最も近いかを競うドッグショーがメインであるが、犬用品やサービスの見本市、犬の障害物競走アジリティ、フライボールなどのイベントが行われる。

## 歴史
名前は犬用ビスケットを販売していた大会創設者チャールズ・クラフト（en）にちなむ。彼は、1886年に57クラス600エントリーのファースト・グレート・テリアショーを開催した。最初にクラフツ（"Crufts"—"Cruft's Greatest Dog Show"）と名前の付いた大会は、1891年にイズリントンの王立農業会館で行われた。そこではすべての犬種が参加するように招待された最初の大会となり、約2,000匹の犬と2,500のエントリーがあった。
第一次世界大戦によって、1918年～1920年の開催は行われなかった。1938年にチャールズが亡くなったあとも、4年間はチャールズの妻によって続けられたが年老いた個人の力では将来的に続けられないと判断し、1942年にザ・ケネルクラブに売却された。
1936年の記念すべき50周年（ゴールデン・ジュビリー）大会"The Jubilee Show"には、80犬種、10,650エントリーの大会となった。しかし、その後第二次世界大戦で再び中止された。したがって、1948年のロンドン展示場オリンピアでのショーがザ・ケネルクラブによる始めてのショーであった。1950年にはBBCによって初めて放映された。